# Grått murmeldjur
Grått murmeldjur (Marmota caligata) är en däggdjursart som först beskrevs av Johann Friedrich von Eschscholtz 1829.  Marmota caligata ingår i släktet murmeldjur, och familjen ekorrar. IUCN kategoriserar arten globalt som livskraftig.

## Utseende
Det grå murmeldjuret har små ögon, små, rundade, pälsklädda öron samt en päls med svart och vit färgteckning och gråaktiga spetsar. Mellan ögonen finns en vit fläck; även nosspetsen är vit. Till skillnad från andra murmeldjur har den svarta fötter. Den är mellan 45 och 57 cm lång, och väger från 8 till 10 kg. Hanen är något större än honan.

## Ekologi
Arten förekommer i trädlösa områden med klippor, småsten och tundravegetation. Den gräver hålor i marken, där den tillbringar bortåt 80% av sitt liv. I norra delarna av sitt utbredningsområde (Alaska) kan den leva ner till havsytans nivå; längre söderut föredrar den högre liggande terräng.
Det grå murmeldjuret lever i storfamiljer, med en dominant hane, en subdominant d:o, en eller flera honor samt ungar. Arten är mycket social med både ett hälsningsförfarande där parterna nosar på varandras ansikten, lek och putsande. Soliga sommardagar kan den även sola sig på klippor och liknande. Mellan början av september och mitten av maj sover den vintersömn, som hela storfamiljen tillbringar tillsammans.

### Föda och predation
Arten är så gott som helt vegetarian, och äter främst örter, mossor och lavar. Bergslevande populationer tenderar att framför allt äta blommor. Själv utgör arten föda för kungsörnar, lodjur, prärievargar, järvar och björnar.

### Fortplantning
Det grå murmeldjuret blir könsmoget vid 2 till 2,5 års ålder (honan senare än hanen). Parningen sker i maj; honan får emellertid endast ungar vartannat år. Honan är dräktig i ungefär fyra veckor, och de två till fem ungarna diar henne i två.

## Utbredning
Arten förekommer i Alaska, västra Kanada och nordvästra USA (Washington, Idaho och Montana).

## Underarter
Arten delas in i följande underarter:
- M. c. caligata
- M. c. sheldoni
- M. c. vigilis